# Glappa de Bernicia
Glappa fue un rey de Bernicia y reinó desde 559 hasta 560.
Glappa fue hijo de Ida, el rey y fundador del Reino de Bernicia. Glappa fue el primero de los hijos de Ida que reinó tras su muerte, aunque el orden y duración de los reinos de los hijos de Ida no son precisos, dada las pocas fuentes de información de la época.
| Predecesor: Ida | Rey de Bernicia 559 - 560 | Sucesor: Adda |

- Datos: Q739164